# Lokomotivet
|  | Denne artikel er oprettet af botten PalnaBot ud fra en ekstern database. Den kan derfor have sproglige fejl eller mangler. Denne skabelon kan fjernes efter kontrol af indholdet. |

Lokomotivet er en film med ukendt instruktør.

## Handling
I løbet af sommeren 1941 blev Statsbanernes lokomotivpark forøget med seks nye svære godstogslokomotiver af typen Litra H (783-788). Lokomotiverne, der var bestilt i september 1939, svarede i hovedtrækkene til de tolv H-maskiner, som DSB havde fået leveret allerede i 1923-26. De nye maskiner blev bygget af A/S Frichs, Aarhus. Filmen viser de vigtigste faser af bygningen både af det store flotte lokomotiv og af en bevægelig 1:10 model. Til slut vises flotte billeder fra prøvekørsler og ibrugtagning.